# Heliconius flavotenuiata
Heliconius flavotenuiata är en fjärilsart som beskrevs av Heinrich Neustetter 1931. Heliconius flavotenuiata ingår i släktet Heliconius och familjen praktfjärilar. Inga underarter finns listade i Catalogue of Life.